# Нилс Дански
Нилс Дански (око 1065 - 25. јун 1134) је био дански краљ од 1104. до 1134. године.

## Детињство и младост
Нилс је био најмлађи од многобројних синова Свена Естридсона који је дошао на власт. Рођен је између 1063. и 1065. године, оженио се 1105. године, а умро 1134. године. Нилсова мајка била је непозната љубавница Свена Естридсона. Свена је наследио најстарији син Харалд III, Харалда Кнут IV, Кнута Олаф I, а Олафа Ерик I. Нилс се по први пут спомиње у изворима 1086. године када је послат да замени свога брата Олафа у Фландрији. Олафов наследник, Ерик Дански, умро је 1103. године на Кипру приликом ходочашћа у Свету земљу. Нилс је био последњи преживели син Свенове многобројне деце. За краља је проглашен наредне године уместо Ериковог сина и намесника, Харалда Кесја. Године 1105. оженио је Маргарету Фредкулу, ћерку Ингеа Старијег. Маргарета је имала великог утицаја на Нилса.

## Владавина
Током већег дела Нилсове владавине, Данска се налазила у миру. Хронике га описују као благог владара. Спровео је бројне војне и административне реформе. Преуредио је и порески систем. Своје рођаке постављао је за ерлове. Подржао је канонизацију свога брата Кнута дајући поклоне цркви Оденсе. Тиме је задобио наклоност цркве. Међутим, није имао пуну подршку великаша са Селанда. Водио је рат против Венда у савезу са Пољском. Нилсов син Магнус проглашен је 1125. године шведским краљем као Магнус I Шведски. Нилсова супруга Маргарета умрла је 1128. или 1129. године. Магнус је ушао у сукоб са Кнутом Лавардом, сином Ерика I. Нанео му је пораз у бици код Рингстеда 7. јануара 1131. године. Нилс је најпре осудио Магнусов поступак, али га је на крају подржао. Уследио је грађански рат између присталица Нилса и присталица Кнутовог полубрата Ерика. Нилс је имао своје присталице на Јиланду, а могао је рачунати и на подршку цркве. Стекао је и подршку Светог римског царства пристајући да данску архиепископију подреди немачкој Хабзбуршко-бременској архиепископији. Одлучујућа битка вођена је код Фотевика (1134) у Сканији. Нилсова војска поражена је нападом немачке коњице у Ериковој служби. Магнус је страдао у бици, а Нилс је побегао код цара Светог римског царства, Лотара III. Међутим, није стигао даље од Шлезвига. Грађани Шлезвига били су Кнутове присталице. Упркос упозорењима, Нилс је ушао у град прекавши: "Треба ли да се бојим кожара и обућара"?. Свештеници су га подржали, али се народ побунио. Убијен је заједно са својим присталицама. Нилсовом смрћу престала је шездесетогодишња владавина Свенових синова. Ерик је постао дански краљ као Ерик II.

## Породично стабло
|  |                                |  |  |  |  |  |  |  |  |  |  |  |  |  |  |  |
|  | 16. Бјорн                      |  |  |  |  |  |  |  |  |  |  |  |  |  |  |  |
|  |                                |  |  |  |  |  |  |  |  |  |  |  |  |  |  |  |
|  |                                |  |  |  |  |  |  |  |  |  |  |  |  |  |  |  |
|  | 8. Торгил Дански               |  |  |  |  |  |  |  |  |  |  |  |  |  |  |  |
|  |                                |  |  |  |  |  |  |  |  |  |  |  |  |  |  |  |
|  |                                |  |  |  |  |  |  |  |  |  |  |  |  |  |  |  |
|  | 4. Улф Ерл                     |  |  |  |  |  |  |  |  |  |  |  |  |  |  |  |
|  |                                |  |  |  |  |  |  |  |  |  |  |  |  |  |  |  |
|  |                                |  |  |  |  |  |  |  |  |  |  |  |  |  |  |  |
|  | 2. Свен II Дански              |  |  |  |  |  |  |  |  |  |  |  |  |  |  |  |
|  |                                |  |  |  |  |  |  |  |  |  |  |  |  |  |  |  |
|  |                                |  |  |  |  |  |  |  |  |  |  |  |  |  |  |  |
|  | 20. Харалд Плавозуби           |  |  |  |  |  |  |  |  |  |  |  |  |  |  |  |
|  |                                |  |  |  |  |  |  |  |  |  |  |  |  |  |  |  |
|  |                                |  |  |  |  |  |  |  |  |  |  |  |  |  |  |  |
|  | 10. Свен I Рашљобради          |  |  |  |  |  |  |  |  |  |  |  |  |  |  |  |
|  |                                |  |  |  |  |  |  |  |  |  |  |  |  |  |  |  |
|  |                                |  |  |  |  |  |  |  |  |  |  |  |  |  |  |  |
|  | 5. Естрида Свендсдатер         |  |  |  |  |  |  |  |  |  |  |  |  |  |  |  |
|  |                                |  |  |  |  |  |  |  |  |  |  |  |  |  |  |  |
|  |                                |  |  |  |  |  |  |  |  |  |  |  |  |  |  |  |
|  | 11. Сигрида Горда (легендарна) |  |  |  |  |  |  |  |  |  |  |  |  |  |  |  |
|  |                                |  |  |  |  |  |  |  |  |  |  |  |  |  |  |  |
|  |                                |  |  |  |  |  |  |  |  |  |  |  |  |  |  |  |
|  | Нилс Дански                    |  |  |  |  |  |  |  |  |  |  |  |  |  |  |  |
|  |                                |  |  |  |  |  |  |  |  |  |  |  |  |  |  |  |
|  |                                |  |  |  |  |  |  |  |  |  |  |  |  |  |  |  |